# トム・ヒアリアイ
トム・ヤン・ヒアリアイ（Tom Jan Hiariej、1988年7月25日 - ）は、オランダ・ウィンスホーテン出身のサッカー選手。ポジションはミッドフィールダー。

## 経歴
FCフローニンゲンの下部組織出身。2007年にトップチームでデビューを果たし、フローニンゲンでロン・ヤンス監督の下、10シーズンほど在籍し活躍した。また、2008年1月23日のNECナイメヘン戦でプロ初ゴールを記録した。

## 人物
父親はモルッカ諸島出身であり、母親はオランダ人である。

## タイトル

### クラブ
FCフローニンゲン
- KNVBカップ : 1回 (2014-15)